# Distrito de la Comarca de Berchtesgaden
La Comarca de Berchtesgaden (en alemán: Berchtesgadener Land) es uno de los 71 distritos en que está dividida la región de Alta Baviera del estado alemán de Baviera, y una comarca del sur de dicho estado.

## Geografía
En la zona norte de esta comarca apenas hay montes y se pueden encontrar algunos pequeños lagos tales como el Abtsdorfer See, mientras que en la zona sur lindando con Austria ya empiezan a escarpar los "Alpes de Baviera" mostrando grandes cadenas montañosas. La porción norte de esta comarca y la del sur están divididas geográficamente por el río Salzach. 
En las comarcas del sur existen dos preciosos lagos denominados Hintersee y  Königssee; ambos son famosos por haber sido el motivo de los pintores paisajistas, además de ser un objetivo turístico muy importante en la zona.

## Economía
Las principales actividades económicas de la comarca son el turismo y la agricultura; la industria se centra en la alimentación (es muy famosa la "Milchwerke Berchtesgadener Land" que elaboran yogures y derivados lácteos). Existen numerosos yacimientos de sal y salinas. Fueron muy conocidos antaño los trabajos de artesanía realizados en madera, que hoy en día van olvidándose poco a poco y están reducidos a pequeñas comunidades de artesanos. 

## Turismo
La comarca tiene una importante cantidad de zonas turísticas de gran belleza natural. Es de destacar sobre todo el sur, donde se ubican las ciudades de Berchtesgaden, Ramsau y Schönau am Königssee. Es recomendable la visita a:
- Parque nacional de Berchtesgaden
- Lago Königssee, lago turístico, con abundantes paisajes de ensueño.
- Watzmann tercera montaña más alta de Alemania.

## Ciudades y poblaciones
| Ciudades 1. Bad Reichenhall, Große Kreisstadt (17.048) 2. Freilassing (15.813) 3. Laufen (6.678) Ciudades con derecho de Mercado 1. Berchtesgaden (7.752) 2. Marktschellenberg (1.793) 3. Teisendorf (9.088) | Pueblos 1. Ainring (10.010) 2. Anger (4.346) 3. Bayerisch Gmain (2.944) 4. Bischofswiesen (7.486) 5. Piding (5.362) 6. Ramsau b. Berchtesgaden (1.789) 7. Saaldorf-Surheim (5.357) 8. Schneizlreuth (1.481) 9. Schönau a.Königssee (5.394) No incorporados (71,33 km²) 1. Bischofswiesener Forst (29,46 km²) 2. Eck (12,60 km²/ 0) 3. Forst Sankt Zeno (12,26 km²) 4. Schellenberger Forst (17,01 km²). |

(Superficie en km² del catastro datado el 31 de diciembre de 2001, número de habitantes del 30 de junio de 2005)

## Historia
Las zonas alpinas del sur pertenecieron al territorio del Baviera desde la Edad Media. En los siglos XI y XII se fueron creando una cierta cantidad de poblaciones en las montañas. Uno de los asentamientos fue Berchtesgaden, que posteriormente fue asumiendo un papel más administrativo de la comarca y es posiblemente la razón de que la región posea hoy este nombre.
La porción norte de esta comarca y la del sur están divididas geográficamente por el río Salzach, y esta división fue la razón de que en el año 1816 hubiera un reparto de tierras entre Baviera y Austria a lo largo de este río. La mitad de la zona oeste se separó de Salzburgo y hoy es parte del distrito de Berchtesgadener. Las relaciones entre estas dos comarcas separadas fueron mejorando con la firma del tratado de Schengen en 1990 así como posteriormente la introducción del euro en 2002 en ambos países, Alemania y Austria